# Eu Quero e Você Quer
Eu Quero e Você Quer é uma canção da cantora brasileira Preta Gil. Foi composta por Gigi, Magno Santanna e Filipe Escandurras, e lançada como single em 13 de janeiro de 2017 em download digital pela gravadora independente LIGA.

## Composições
A canção foi lançada em 13 de janeiro de 2017 e faria parte do disco Todas as Cores, que anteriormente tinha lançamento previsto para depois do Carnaval 2017.  O lançamento então foi adiado e apenas aconteceu em outubro, e por questões contratuais com a gravadora Sony Music, "Eu Quero e Você Quer" acabou ficando de fora do álbum. A música foi escrita por Magno Santanna, Filipe Escandurras e Gigi, baixista e compositor, que toca com Ivete Sangalo, e produzida por DJ Batutinha. Com letra positiva, levada contagiante e refrão marcante, a música ganhou coreografia feita pelo FitDance. 
Segundo Preta, a canção teve inspiração nas bandas da Bahia: "A música é linda, fala de amor. Gravei porque acho a cara do verão e do Brasil. Também é uma homenagem a todas as bandas de pagode que admiro: Psirico, Harmonia do Samba e É O Tchan". Nesse disco eu estou gravando aquilo que eu considero ser a verdadeira música popular brasileira, aquilo que contagia e todo mundo canta, independente de estilo musical, gênero ou segmento. Por isso resolvi gravar um 'pagodão', que é um dos ritmos que mais me contagia e que eu amo! Quando toca isso na Bahia ou em qualquer lugar do mundo, qualquer um dança, qualquer um sacode."

## Promoção
O lyric video da canção foi lançado em 13 de janeiro de 2017, no canal oficial da cantora. No dia seguinte, em 14 de janeiro de 2017, o canal do YouTube FitDance liberou um tutorial com a coreografia da canção, trazendo a presença da própria Preta, além de Hugo Gloss, Gominho e Rodrigo Godoy, marido da cantora. Durante a semana de lançamento, diversos artistas publicaram vídeos interpretando trechos da faixa ou dançando-a, incluindo Ivete Sangalo, Carolina Dieckmann, Paulo Gustavo, Marcus Majella, Angélica e Luciano Huck.

## Formato e Faixas
| Download digital |                        |                                           |         |  |
| N.º              | Título                 | Compositor(es)                            | Duração |  |
| 1.               | "Eu Quero e Você Quer" | Gigi, Magno Santanna e Filipe Escandurras | 3:28    |  |

## Ficha Técnica
- Preta Gil — Voz
- Gigi — Composição
- Magno Santanna — Composição
- Filipe Escandurras — Composição
- DJ Batutinha — Produção

## Histórico de lançamento
| País   | Data                  | Formato          | Gravadora |
| ------ | --------------------- | ---------------- | --------- |
| Brasil | 13 de Janeiro de 2017 | Download digital | LIGA      |